# Pērkonkalve
Pērkoņkalve (Thunderforge) – czwarty album w dorobku łotewskiej folk metalowej grupy Skyforger. Zawiera materiał muzyczny prezentowany przez grupę na black metalowym festiwalu w okolicach Berlina. Utwory te znane były wcześniej łotewskim fanom z krajowego festiwalu "Słońce Bałtyku 2". 
Od strony muzycznej album zawiera bardzo ostry, drapieżny black metal z elementami folkowymi. W warstwie tekstowej nastąpił powrót do opisu czasów późnego średniowiecza. W porównaniu z pierwszymi albumami mniej opisów walk, więcej natomiast odniesień do pogańskich tradycji przedchrześcijańskiej Łotwy, dawnej religii i starych bogów.
Wszystkie utwory śpiewane są w języku łotewskim.

## Lista utworów
1. "Intro" – 00:34
2. "Kad Ūsiņš Jāj" – 4:57
3. "Gada Īsākā Nakts" – 5:48
4. "Nakts Debesu Karakungs" – 5:34
5. "Garais Dancis" – 4:13
6. "Pērkoņkalve" – 4:47
7. "Migla Migla, Rasa Rasa (Svētās Vedības)" – 7:04
8. "Čūsku Sieviete" – 6:55
9. "Caur Aizsaules Vārtiem" – 5:02
10. "Tumsā Un Salā" – 5:48